# Anna Maria Sibylla Merian
Pour les articles homonymes, voir Merian.
Anna Maria Sibylla Merian (née le 2 avril 1647 à Francfort-sur-le-Main, morte le 13 janvier 1717 à Amsterdam) est une naturaliste et une artiste peintre. Elle mit son talent de dessinatrice, acquis au sein d'une famille d'éditeurs et d'illustrateurs célèbres, au service des observations naturalistes très détaillées qu'elle conduisit notamment sur la métamorphose des papillons.
Elle vécut entre l'Allemagne et les Pays-Bas et fit un grand voyage exploratoire au Suriname qui lui procura la matière de son ouvrage le plus important et le plus célèbre sur les métamorphoses des insectes.
Longtemps méconnue, elle est aujourd'hui considérée, en raison de la qualité de son œuvre artistique et scientifique, comme une importante figure de l'histoire naturelle de son époque. L'Allemagne redécouvrit son travail et lui rendit hommage au XXe siècle, en particulier en apposant son portrait sur les derniers billets en Deutsche Mark.

## Biographie

### Jeunesse et premiers ouvrages
Anna Maria Sibylla Merian naît le 2 avril 1647 à Francfort-sur-le-Main, en Allemagne. Elle est la fille de Matthäus Merian l'Ancien, graveur en taille-douce et éditeur de métier. Celui-ci devient relativement célèbre par la publication de Theatrum Europaeum — Théâtre européen — et de Topographien —Topographies. Il meurt alors que Maria Sibylla n'a que trois ans. Sa mère, Johanna Sybilla Heim, d'origine wallonne, est la deuxième femme de Matthäus Merian. Plus tard, son beau-père Jakob Marell, renommé pour ses peintures de fleurs, prend Anna Maria en apprentissage (à treize ans) et l'initie à la peinture, au dessin et à la gravure en taille-douce,. Son compagnon d'étude est le peintre, spécialiste des natures mortes, Abraham Mignon (1640-1679). À treize ans, elle peint déjà ses premières images d'insectes et de plantes d'après des modèles qu'elle capture dans la nature. Le frère de son beau-père travaille dans le commerce de la soie, et Anna Maria Sybilla décide d'élever elle-même des vers à soie afin de pouvoir étudier leur développement. 
« Je me suis dans ma jeunesse employée à la recherche des insectes. J'ai d'abord commencé avec les vers à soie dans ma ville natale de Francfort-sur-le-Main. J'ai ensuite établi que, à partir des autres chenilles, se développaient beaucoup de beaux papillons de nuit ou papillons de jour, comme à partir des vers à soie. Cela m'entraîna à recueillir toutes les chenilles que je pouvais trouver pour observer leur transformation. »
— (Metamorphosis insectorum Surinamensium — Métamorphose des insectes du Suriname —, Avant-propos)

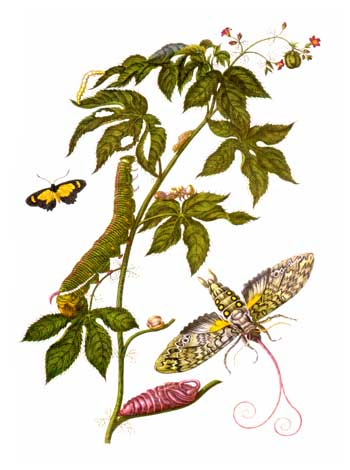
Planche extraite de Metamorphosis insectorum Surinamensium

En 1665, âgée de 18 ans, Anna Maria épouse le peintre spécialisé en architecture Johann Andreas Graff, un des étudiants de son beau-père. Deux ans plus tard, elle a sa première fille, Johanna Helena, et la famille déménage à Nuremberg, ville natale de son époux. Elle commence alors à étudier plus systématiquement les papillons et notamment leur cycle de vie, elle s'attache à décrire les chenilles comme les chrysalides et les adultes. La croyance populaire attribuait l'origine des insectes à un phénomène de « génération spontanée » (les insectes prenaient naissance, par exemple, de la boue en putréfaction ou des excréments), une opinion qui remontait au moins à Aristote. À cause de cette origine, les insectes étaient parfois désignés comme des « bêtes du diable » par l'Église. Elle se demande comment des chenilles peuvent naître les papillons alors que les premiers travaux modernes sur la génération spontanée, ceux de Francesco Redi (1626-1697) par exemple, dataient seulement d'une trentaine d'années. Ces observations avaient suscité dans l'Europe savante un immense intérêt et étaient connues par Merian qui avait aussi lu les ouvrages de Thomas Muffet (1553-1604), de Jan Goedart (1620-1668), de Jan Swammerdam (1637-1680). Merian observe le phénomène de métamorphose, illustre la chrysalide et s'intéresse aux plantes dont les chenilles se nourrissent. Elle illustre tous les stades de leur développement dans son livre de croquis. Elle s'intéresse également aux parasites qu'elle trouve dans les cocons au point de les faire figurer dans ses illustrations, près de dix ans avant les travaux de Marcello Malpighi (1628-1694) et de Francesco Redi (1626-1697).
Ces esquisses constitueront la trame de son premier livre qui paraît dans le commerce en 1675 sous le titre Neues Blumenbuch — Nouveau livre de fleurs alors qu'elle a 28 ans. Elle ne travaille pas dans la boutique de son mari mais commercialise cet ouvrage pour son propre compte. Dans cet ouvrage, seules les fleurs et apparentées sont reproduites par ses soins de façon extrêmement ingénieuse et détaillée. Les deux plus grandes parties de ce livre paraissent en 1677. En 1678, elle met au monde sa deuxième fille, Dorotha Maria, et un an plus tard, elle poursuit ses publications avec le livre Der Raupen wunderbare Verwandelung und sonderbare Blumennahrung — La merveilleuse transformation et l'étrange nourriture florale de la chenille —, qui est la deuxième grande œuvre d'Anna Maria. Dans ce livre, elle présente les stades de développement des différentes espèces de papillons avec les plantes dont ils se nourrissent. Son intérêt n'est pas détaché de préoccupations matérielles. En effet, l'Académie des sciences de Berlin tente, sans grand succès d'acclimater des mûriers de Chine afin de développer la sériciculture. De nombreux naturalistes, comme Merian, étudient les papillons (notamment leur chenille et leur alimentation), dans l'espoir de trouver une espèce pouvant remplacer le ver à soie.
En 1685, sans que l'on sache précisément ses raisons, Anna Maria se sépare de son mari. Elle part avec ses deux filles chez son beau-frère dans le château de Waltha à Wiuwert en Frise occidentale, où vit une communauté piétiste, communauté religieuse créée par Jean de Labadie. Les labadistes ne reconnaissent les mariages qu'à condition qu'ils unissent deux membres de leur communauté, peut-être fut-ce une raison supplémentaire qui incita Merian à venir s'y installer.
Ce château appartient à Cornelis van Sommelsdijk, le gouverneur de la Guyane néerlandaise. Les sœurs du duc ont quitté les Pays-Bas pour s'installer au Suriname. Un an plus tard, après la mort de son beau-frère, elle repart à Amsterdam avant tout pour prendre rapidement contact avec des naturalistes au sujet de son livre sur les chenilles et pour rendre visite à plusieurs propriétaires d'orangeries et de volières privées.

En 1690, elle demande son divorce auprès des autorités de Francfort. En 1691, elle se déclare veuve, bien que son mari soit alors en parfaite santé. À cette époque et en Allemagne, de nombreux mariages se terminent par un divorce. En 1692, la communauté labadiste de Waltha est dissoute et Merian repart à Amsterdam où elle reçoit le soutien de labadistes, dont Frederik Ruysch (1638-1731). Elle devient le professeur de sa fille, Rachel Ruysch (1664-1750), qui deviendra une peintre de fleurs renommée. Elle entreprend une collection d'histoire naturelle (dont des insectes, des coquillages et des coraux) et fréquente d'autres collectionneurs comme Agneta Block (1629-1704), le maire d'Amsterdam, Nicolaes Witsen et Caspar Commelin, directeur d'un jardin botanique. Les Pays-Bas comptent alors de nombreux collectionneurs d'objets d'histoire naturelle, à la fois parce que cela correspond à une véritable mode, mais aussi grâce à la position privilégiée des Pays-Bas, plaque tournante du commerce avec les nouvelles colonies tropicales. Elle gagne sa vie en réalisant des illustrations : elle prépare ainsi 127 illustrations pour une traduction en français de Metamorphosis et historia naturalis insectorum de Jan Goedart (1620-1668).

## Galerie

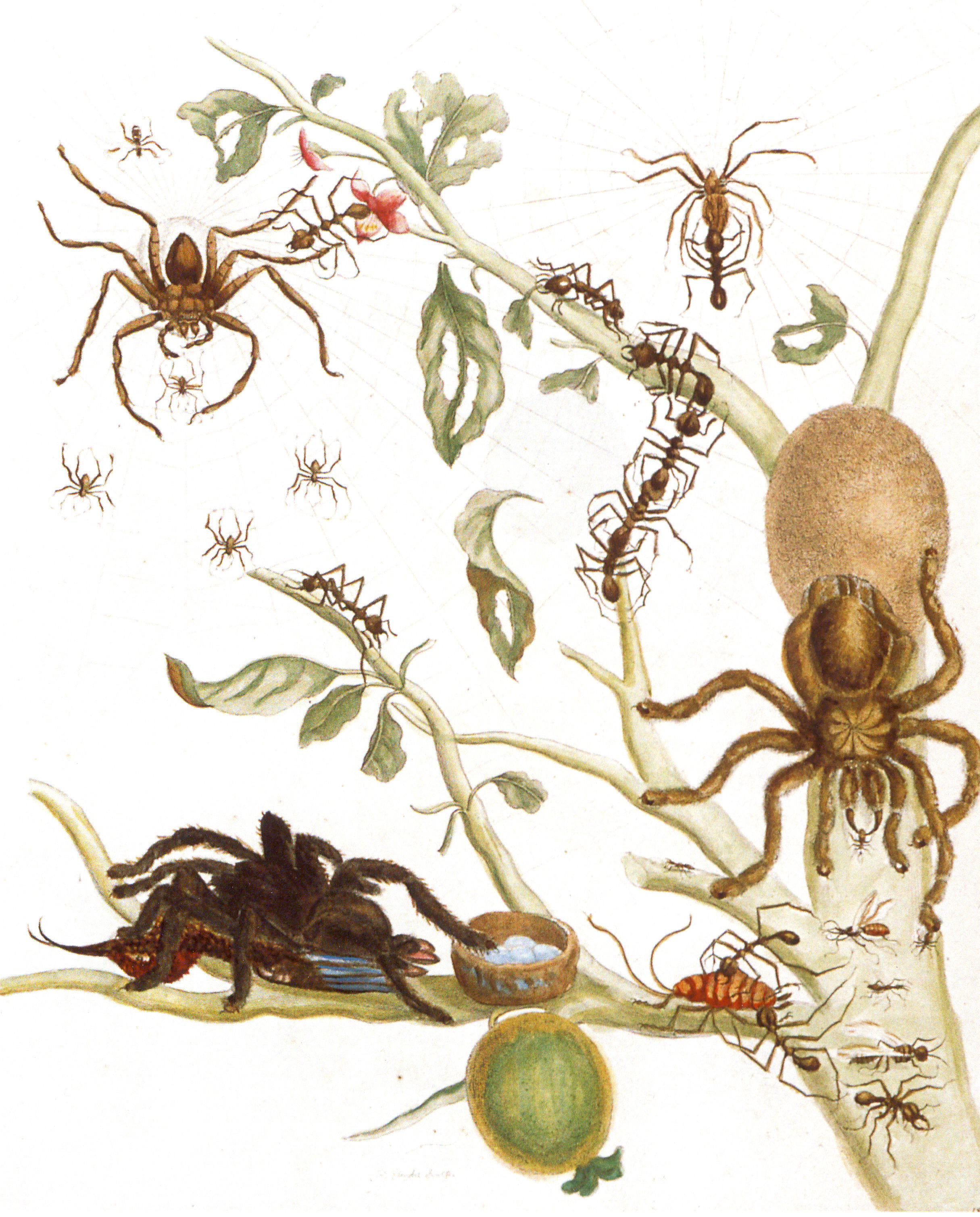
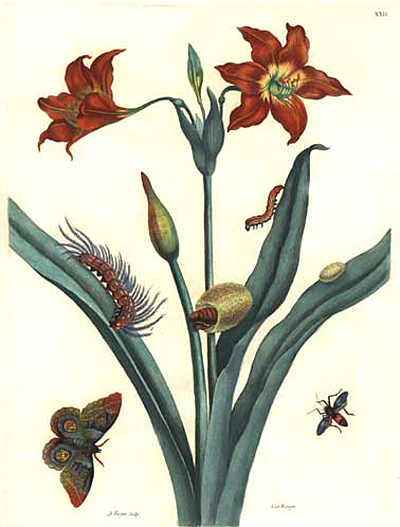
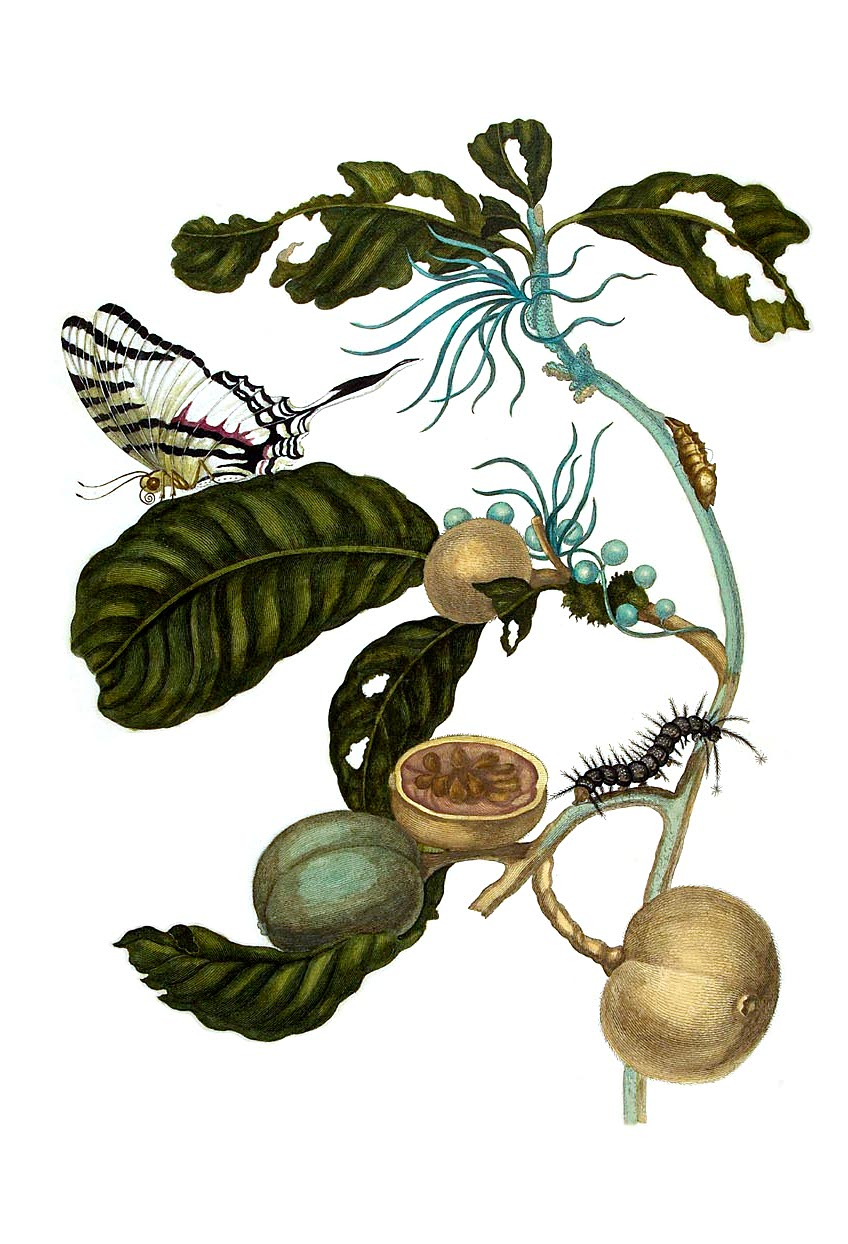
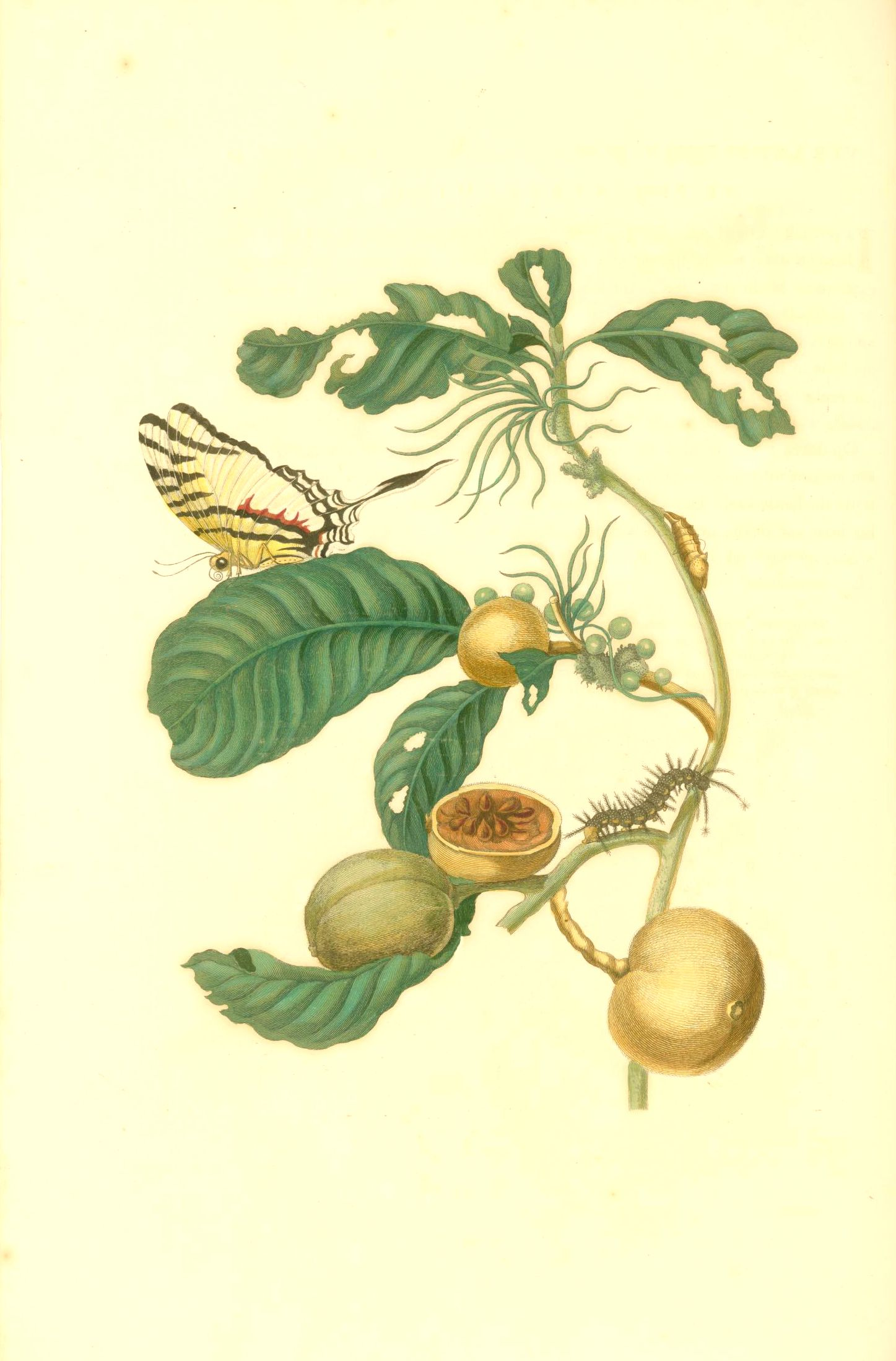
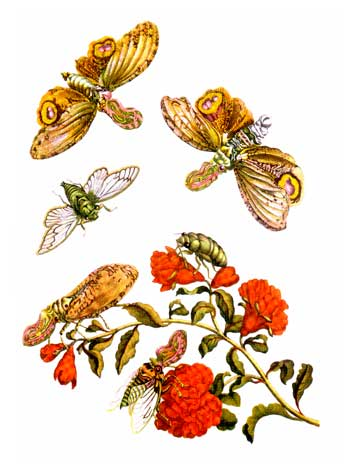
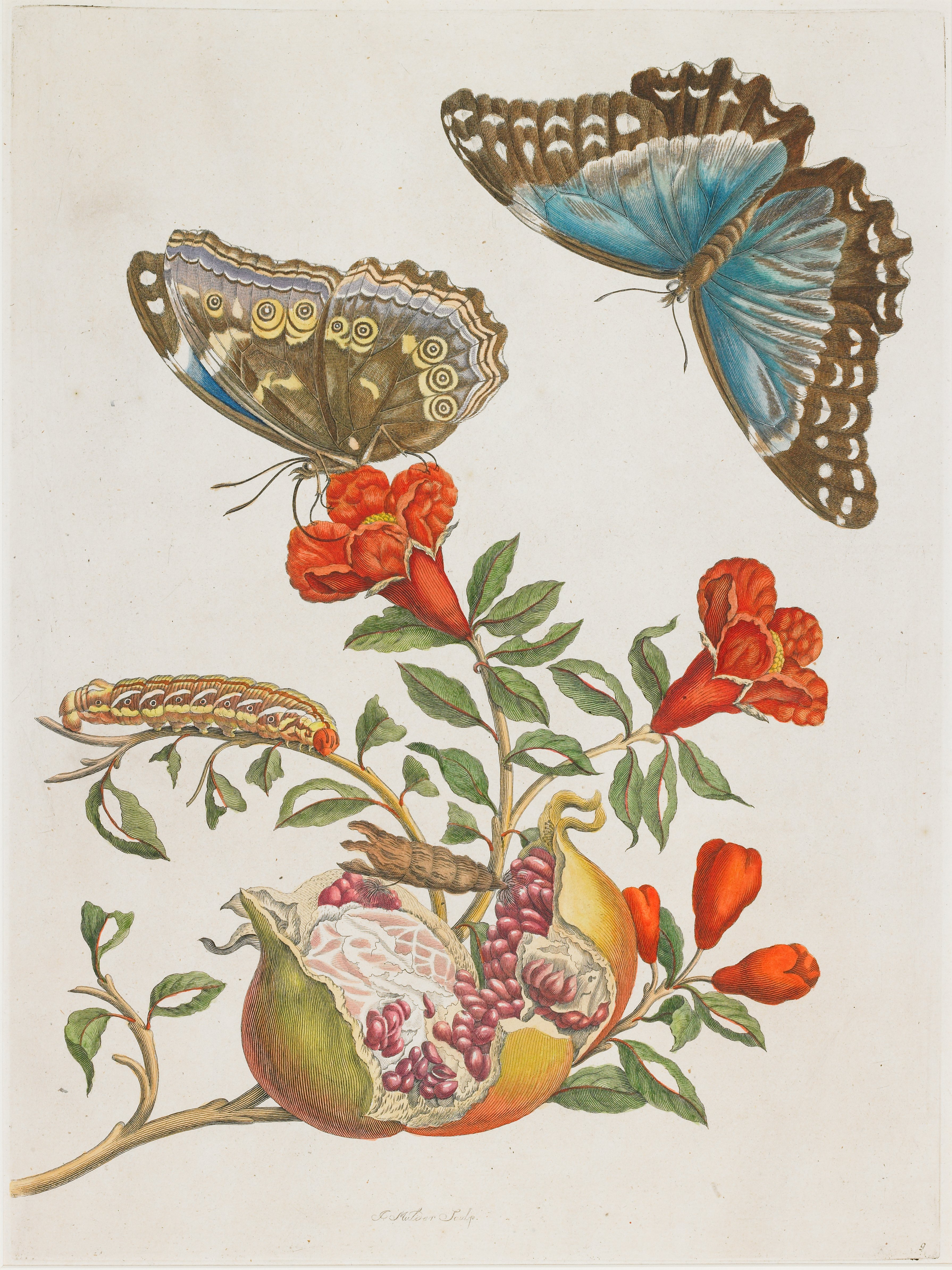
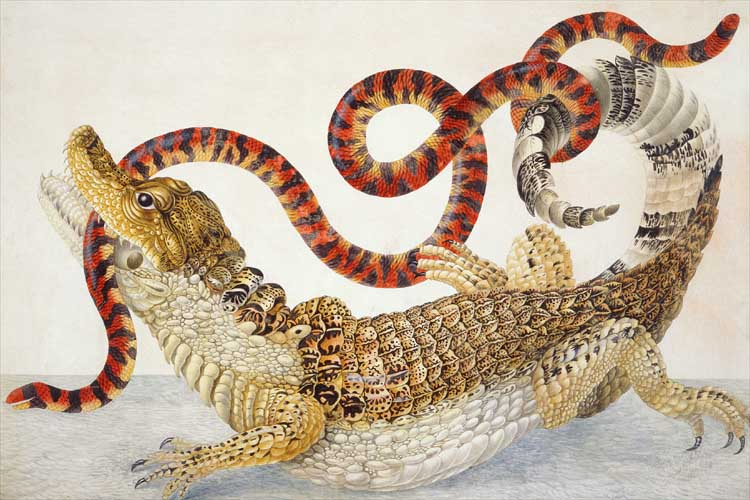
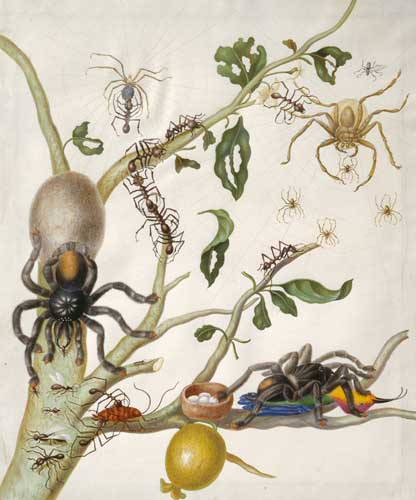
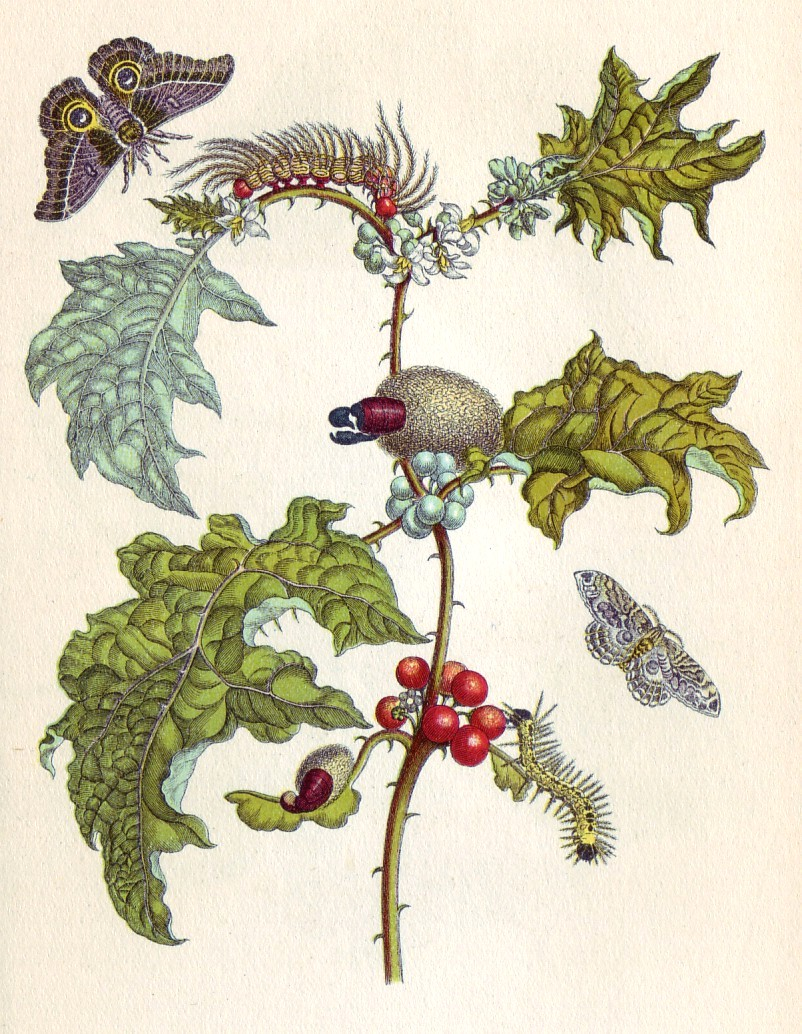
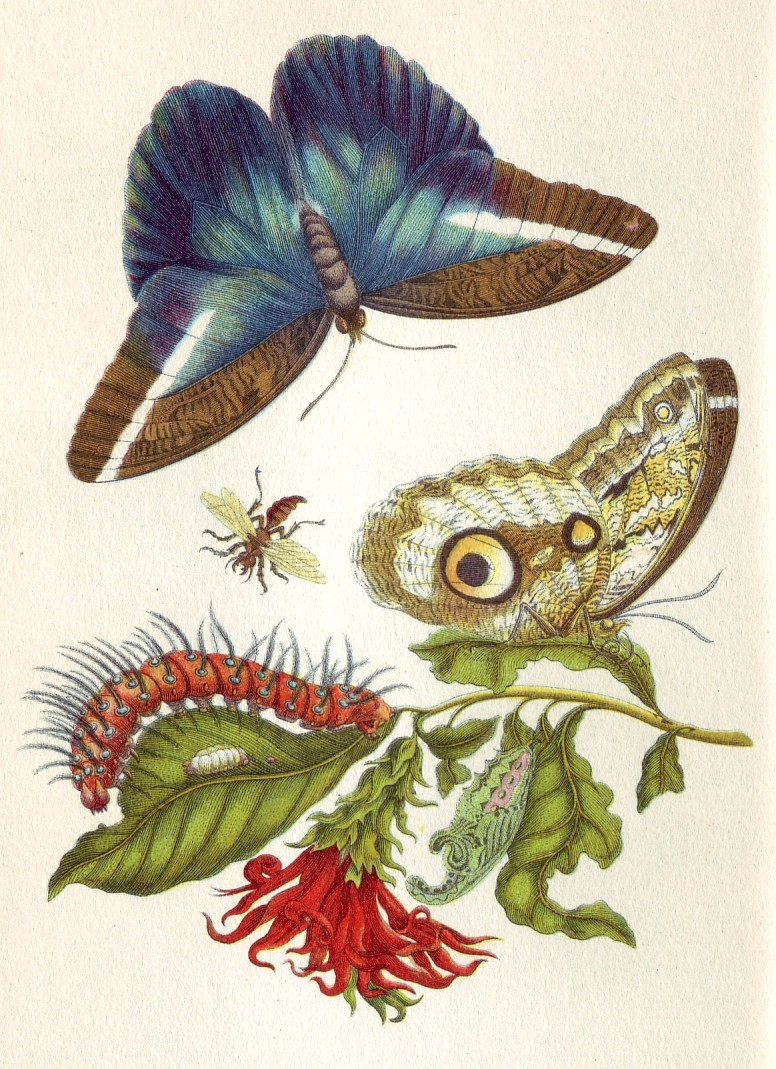
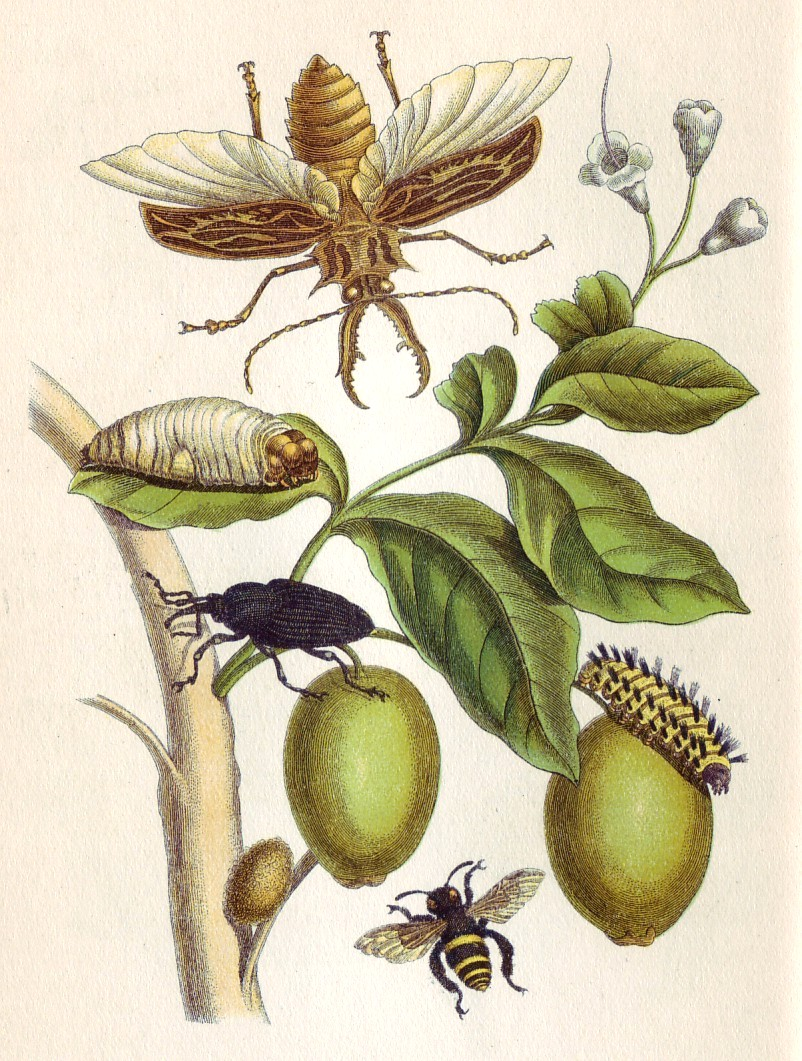
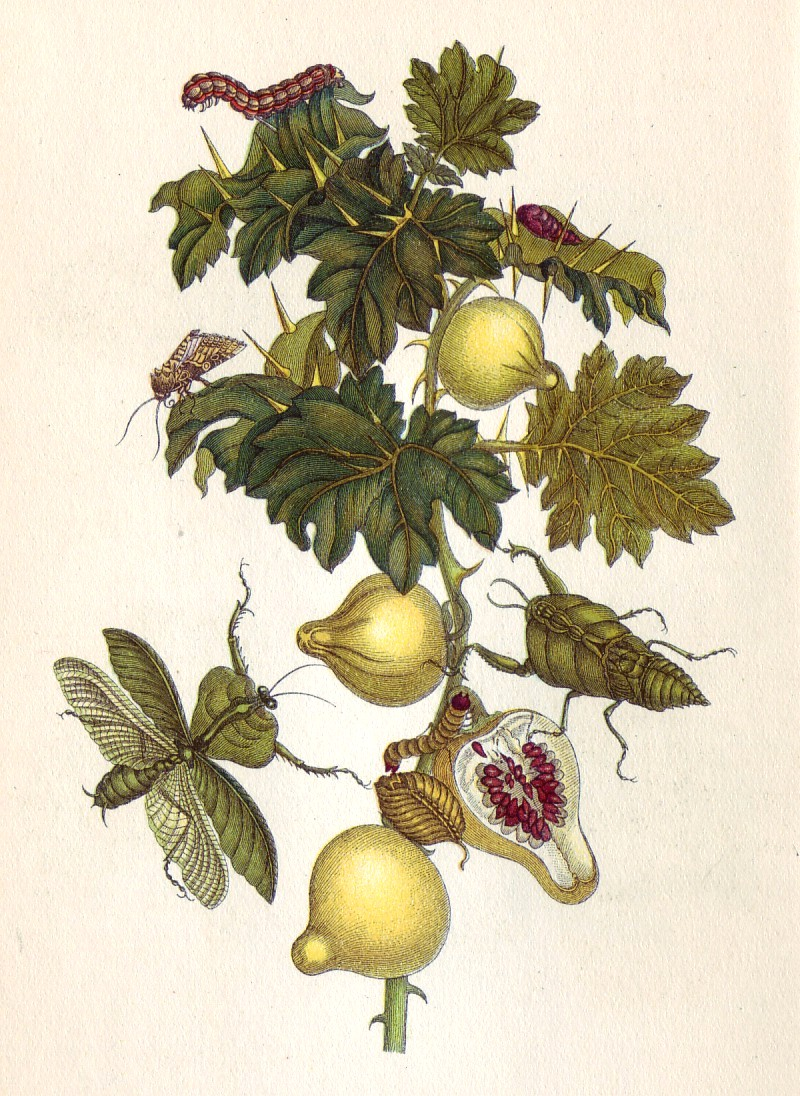
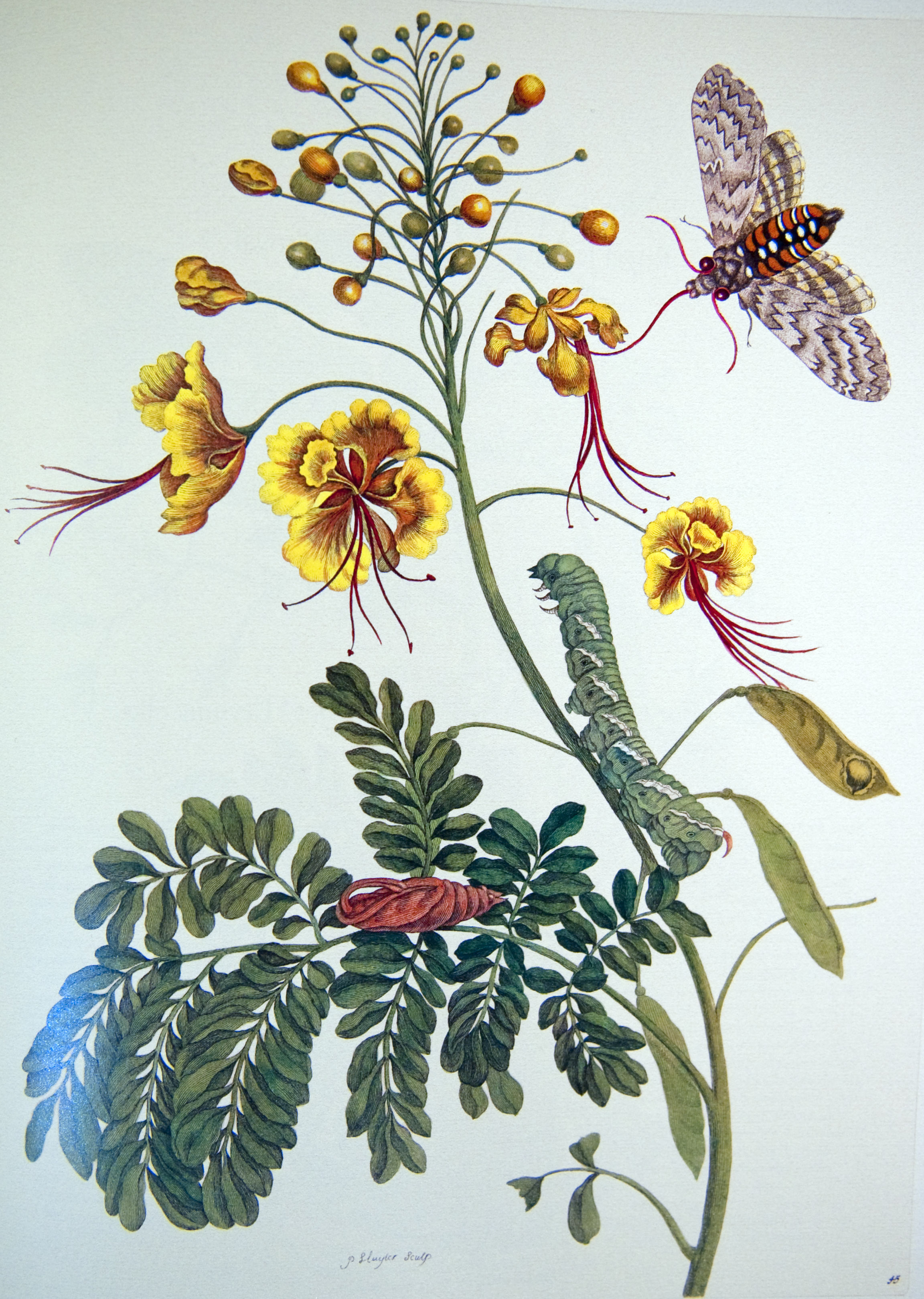
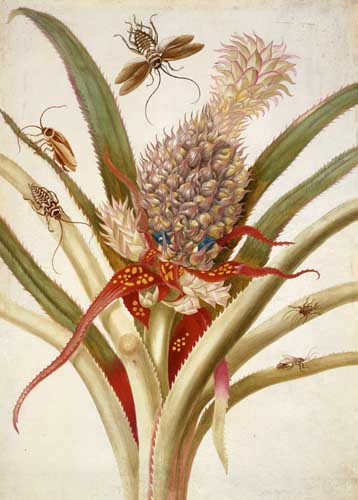
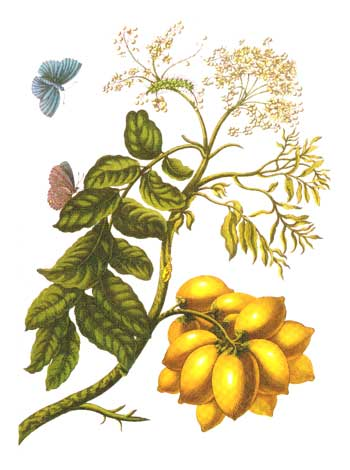
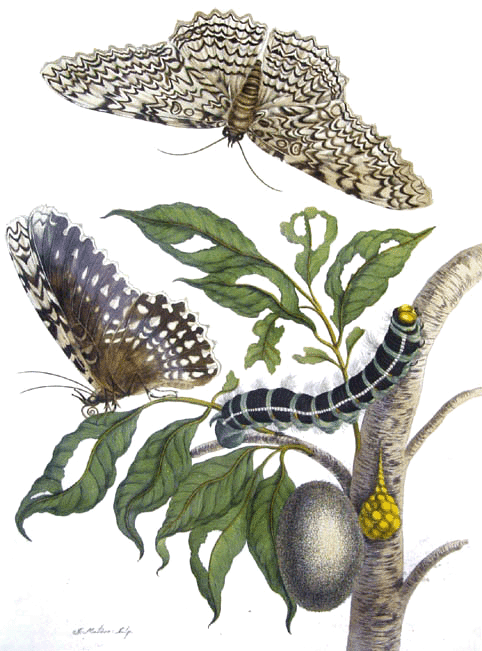
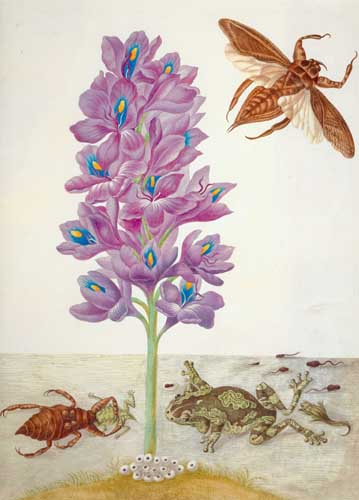

### Voyage au Suriname

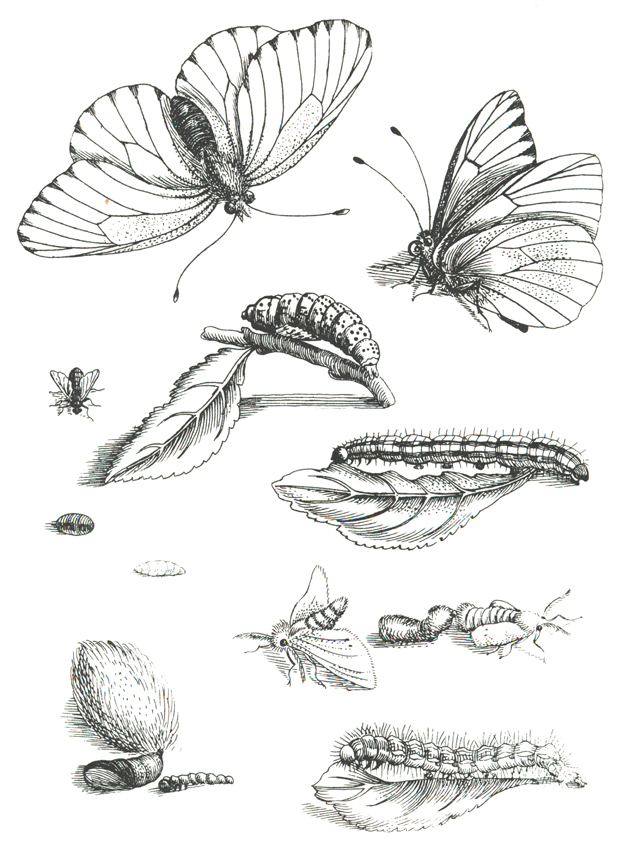
Planche extraite de Erucarum Ortus

C'est durant son séjour au château Waltha et grâce aux collections de ses amis que Merian découvre les papillons de la Guyane néerlandaise. En juillet 1699, à 52 ans, elle décide de partir avec sa plus jeune fille, Dorothea Graff, dans ce pays pour y étudier la faune et la flore tropicale sud-américaine. L'une des raisons de son départ est son besoin d'observer les papillons vivants car, bien sûr, les animaux qu'elles observent dans les collections sont naturalisés. À propos de ce départ, elle écrit :
« En Hollande, je constatais pourtant avec beaucoup d'étonnement qu'on laissait venir de beaux animaux des Indes orientales et occidentales, l'honneur m'étant fait de consulter particulièrement la coûteuse collection du bien né Docteur Nicolaas Witsen, maire de la ville d'Amsterdam et directeur de la société des Indes orientales, ainsi que celle du noble M. Jonas Witsen, secrétaire de cette même ville. De plus, je voyais aussi la collection de M. Fredericus Ruysch, docteur en médecine et professeur en anatomie et en botanique, celle de M. Livinus Vincent et de plusieurs autres personnes. Dans ces collections-là, j'avais trouvé celui-ci ainsi que d'innombrables autres insectes, mais enfin si là-bas leur origine et leur reproduction sont inconnues, cela amène à se demander comment elles vont se transformer à partir des chenilles en chrysalide et ainsi de suite. Tout cela m'a en même temps amené à entreprendre un grand voyage longtemps rêvé et à partir au Suriname. »
— (Metamorphosis insectorum Surinamensium, Avant-propos)
Bien que ses amis et relations lui déconseillent ce voyage au Suriname,, Anna Maria ne se laisse pas distraire de son projet, pour lequel elle reçoit une bourse d’étude de la ville d'Amsterdam. De plus, elle vend ses collections d’insectes et ses peintures, et lance une souscription pour l’ouvrage qu’elle souhaite réaliser à l'issue de son voyage. Arrivées à Paramaribo, la capitale du pays, au terme d’un voyage de deux mois, les deux femmes entreprennent plusieurs excursions jusque dans l'intérieur du Suriname. Anna Maria décrit tout ce qu'elle découvre sur la métamorphose des insectes tropicaux et réalise un grand nombre de dessins et d'aquarelles. Elle travaille principalement dans le jardin de sa résidence, en s'intéressant aux plantes cultivées localement, et aux plantes sauvages qu'elle fait déterrer de la jungle et replanter dans son jardin. Elle emploie des esclaves d'origine africaine et amérindienne, esclaves qu'elle ne mentionne jamais par leur nom. Pourtant, ils jouent un grand rôle dans ses excursions et l'aident dans son travail, ainsi qu'en lui fournissant des informations sur les usages des plantes par les populations autochtones. 
Ses journaux témoignent de ses difficiles relations avec les planteurs néerlandais. Elle écrit qu'ils se moquent d'elle « parce que je m'intéresse à autre chose qu'au sucre ». Merian critique les planteurs, incapables de s'intéresser à la flore du pays, qu'ils pourraient pourtant cultiver de façon profitable. Ce constat est corroboré par plusieurs études récentes,.

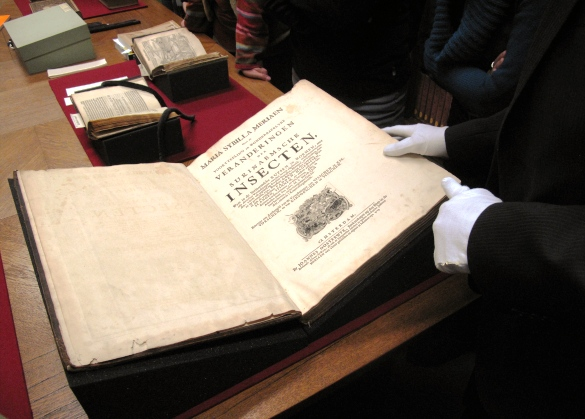

### Retour en Hollande
Ayant contracté le paludisme – « J'ai presque payé [ces insectes] de ma vie » –, Anna Maria est contrainte d'interrompre son voyage et de rentrer aux Pays-Bas en 1701. Elle rentre avec une riche collection d'insectes et emmène avec elle une jeune femme d'origine amérindienne, issue de la tribu des Arawaks, qu'elle appelle « l'Indienne » (Indianin).
Ses dessins et croquis servent alors de base à un travail de grande ampleur sur la faune et la flore du Suriname. Avec l'aide de différents Amstellodamiens, l'éditeur peut publier après trois ans de travail intensif le plus important ouvrage d'Anna Maria, réalisé conjointement avec Joseph Mulder, qui grave les illustrations d'après ses dessins : Metamorphosis insectorum Surinamensium qui sort à Amsterdam en 1705. Elle écrit à ce propos :
« Pour la réalisation de ce travail je ne fus pas cupide, mais quand je récupérais mes frais, je m'en contentais. Je n'ai pas regardé à la dépense pour l'exécution de cette œuvre. J'ai fait graver les plaques par un célèbre maître, et en même temps j'apportais le meilleur papier, pour apporter de la joie et du plaisir non seulement aux amateurs d'art mais aussi aux amateurs d'insectes, et cela m'apporte aussi beaucoup de joie quand j'entends que j'ai atteint mon but et que j'apporte en même temps de la joie. »
— (Metamorphosis insectorum Surinamensium, Avant-propos)
Son livre ne lui rapporte pas d'argent malgré son prix très élevé – chaque exemplaire coûte 55 florins – et elle se satisfait de voir tous ses frais payés par les souscriptions et les ventes. Dans sa correspondance, récemment découverte, avec le médecin et naturaliste anglais James Petiver (v. 1663-1718), il semble que la première édition de son travail ne se soit pas bien vendue. De plus, elle n'a probablement jamais touché d'argent pour les planches du deuxième volume. Pour vivre, Anna Maria vend ses peintures, donne aussi des cours de peinture et vend des ustensiles de peinture ainsi que des préparations à base de plantes et d'animaux de toutes espèces. Elle nomme les plantes du Suriname d'après leur nom amérindien, Caspar Commelin (1667/8-1731) se chargeant d'ajouter leur nom en latin. Comme il est d'usage dans les ouvrages d'histoire naturelle, Merian ajoute des indications sur les usages pratiques des fruits représentés dans son livre, elle donne des recettes pour les accommoder. Elle ne figure pas que des fleurs et des insectes : elle représente d'autres animaux (reptiles, araignées, amphibiens, divers insectes…).
Metamorphosis Insectorum Surinamensium, malgré les nombreuses planches très précises sur la représentation des différentes espèces végétales ou animales, comporte des erreurs. Dans la planche 49, intitulée Branche de grenade avec fulgors porte-lanterne et cigales, l’artiste représente plusieurs spécimens des deux espèces respectives sur une branche en fleurs. De par les explications des Amérindiens concernant les propriétés des fulgors porte-lanterne, ceux-ci sont dessinés à taille réelle, leur tête constituant les trois-quarts du reste du corps. Cependant, malgré les informations des autochtones sur leurs propriétés lumineuses, les recherches postérieures ont prouvé que ces insectes n’émettaient pas de lumière la nuit. L’artiste reprend donc à son compte une histoire erronée que les Autochtones lui ont racontée. L’ajout d’un insecte au corps de cigale et à la tête de fulgor témoigne d’un montage imaginaire de l’artiste : un tel insecte n’existe pas. Ces erreurs de la part de Merian s’expliquent probablement par le fait qu’elle n’est pas restée suffisamment longtemps au Suriname pour vérifier cette hypothèse.
Pierre le Grand (1672-1725), qui admirait l'œuvre de Merian, acquiert pour 3 000 florins en 1717 deux volumes de ses peintures ainsi que son portrait. Ils figureront en bonne place dans les collections du tsar que celui-ci ouvre au public au palais Kikin. Anna Maria Sibylla Merian qui avait déjà de son vivant la réputation d'une grande naturaliste et artiste, meurt à Amsterdam le 13 janvier 1717 à l'âge de 70 ans. Deux ans plus tôt, elle était contrainte de se déplacer en fauteuil roulant après une attaque d'apoplexie. Sa fille, Dorothea s'installe avec son mari, Georg Gsell, à Saint-Pétersbourg où ils deviennent peintres à la cour. Sa fille – petite-fille de Merian – épousera le mathématicien Leonhard Euler (1707-1783).

## Hommage posthume
Sa notoriété en Russie va perdurer au point que Maria Sibylla Merian se retrouve, des siècles plus tard, au premier rang des émerveillements d’enfance qui vont déterminer la vocation d’entomologiste de Vladimir Nabokov.

« Je devais avoir huit ans quand, dans une chambre de débarras de notre maison de campagne, parmi un pêle-mêle d’objets poussiéreux, je découvris quelques livres merveilleux achetés au temps où ma grand-mère s’intéressait à l’histoire naturelle et faisait donner à sa fille des leçons particulières par un éminent professeur de zoologie de l’Université (Chimkévitch). […] Je transportai en bas, glorieusement, de lourdes brassées de volumes singulièrement attirants : les charmantes gravures sur bois d’insectes du Surinam de Maria Sibylla Merian (1647-1717), le splendide Die Schmetterlinge, d’Esper (Erlangen, 1777), et Icônes historiques de lépidoptères nouveaux ou peu connus de Boisduval (Paris, début de publication en 1832). »

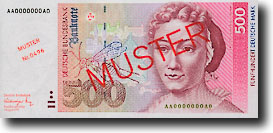
Billet de 500 Deutche Mark

Dans les dernières années du XXe siècle, le travail d'Anna Maria Sibylla Merian fut rénové, redécouvert et plusieurs fois honoré. Ainsi, par exemple, son portrait était-il imprimé sur les billets de 500 Deutsche Mark en vigueur en Allemagne jusqu'au passage à l'Euro. Son portrait a également orné un timbre de 0,40 DM sorti le 17 septembre 1987. Elle est également mise à l'honneur par deux timbres de 32 cents aux États-Unis publiés le 1er mars 1997 dans la série The Year of the Artist. L'un présente un ananas en fleur et l'autre un citron avec plusieurs stades de développement d'un papillon. De nombreuses écoles portent son nom et en janvier 2005, la ville de Warnemünde met à l'eau un navire portant son nom et appartenant à l'Institut pour la recherche en mer Baltique.
Elle fut également consacrée par le monde scientifique, qui a nommé plusieurs espèces en son honneur. On peut citer :
- Metellina merianae (Scopoli, 1763)
- Pseudis merianae (Duméril et Bibron, 1841)
- Rhinella merianae (Gallardo, 1965)
- Catasticta sibyllae (Shinichi Nakahara, 2018)[36].

Le genre de plantes Meriania Sw. (1797), Melastomataceae, lui est aussi dédié.
Le cratère vénusien Merian a aussi été nommé en son honneur.

## Son travail et son héritage

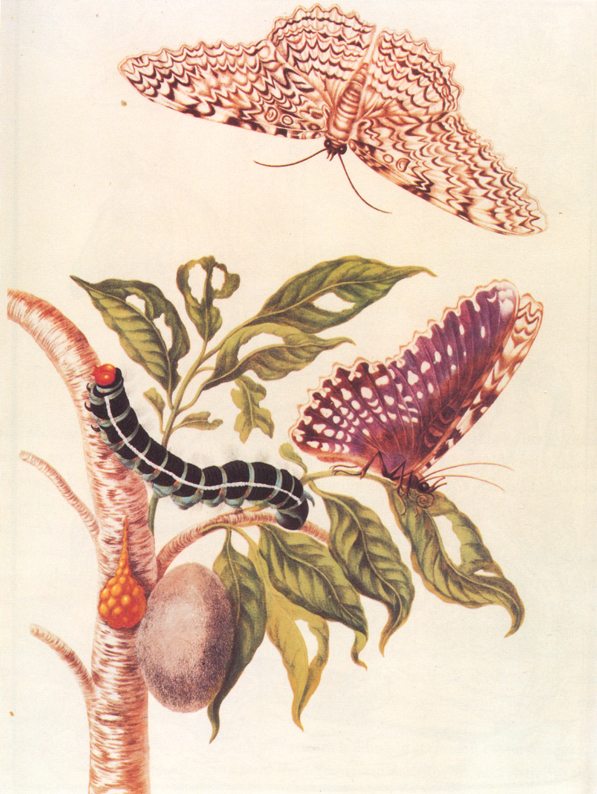
Métamorphose d'un papillon (1705)

Le travail d'Anna Maria Sibylla Merian est considérable. En effet, à son époque, il est très inhabituel que quelqu'un s'intéresse avec attention à ces insectes à mauvaise réputation et désignés comme des « bêtes du diable ». La métamorphose de ces animaux commençait seulement à faire l'objet d'études de façon systématique, et, même si certains érudits connaissent la métamorphose de la chenille en papillon, ils font exception même parmi la société cultivée. Le fait qu'Anna Maria Sibylla Merian publie Der Raupen wunderbare Verwandlung und sonderbare Blumennahrung en langue allemande la rend populaire dans ce cercle de la haute société. Elle est évitée par les scientifiques de son temps puisque la langue « officielle » de la science est alors le latin. La parution en 1718 à titre posthume de son Erucarum ortus, alimentum et paradoxa metamorphosis, à savoir la traduction de ses travaux en latin qu'elle a initiée en 1705 et qui fut achevée par sa fille Dorothea, contribuera à la faire connaître auprès d'un grand nombre de savants,. Carl von Linné (1707-1778) la cite dans son Systema Naturæ de 1753. Son œuvre est poursuivie par ses filles et une seconde édition paraît en 1719. L'ouvrage sera réédité trois fois durant le XVIIIe siècle : en 1726, il paraît une édition en latin et en français, en 1730, une version en néerlandais et en 1731, une nouvelle édition en latin et en français. Ses trois ouvrages sont réédités neuf fois entre 1675 et 1771. Ses illustrations deviennent un standard dans le domaine des arts décoratifs.
Parallèlement à la métamorphose, Anna Maria décrit aussi plusieurs autres détails de l'évolution et de la vie des insectes observés. Elle affirme, par exemple, que chaque espèce de papillon au stade de chenille dépend d'un petit nombre de plantes pour sa nourriture et qu'en conséquence, les œufs sont pondus près de ces plantes.
La justesse de ses observations est contestée par le révérend Lansdowne Guilding (1797-1831). Celui-ci estime que n'importe quel jeune homme entomologiste (c'est lui qui s'exprime ainsi) aurait été capable d'éviter les erreurs commises par Merian. Hermann Burmeister (1807-1892) affirmera que la popularité de l'œuvre de Merian ne s'explique que par le caractère esthétique des illustrations.
La poursuite de son travail au Suriname est sa plus grande particularité. En général, les hommes voyagent dans les colonies pour trouver des insectes, faire des collections et travailler dessus ou pour se fixer là-bas. Les projets d'Anna Maria font plutôt sourire car les voyages scientifiques sont à cette époque presque totalement inconnus. Elle réussit néanmoins à découvrir dans l'arrière-pays du Suriname toute une série d'animaux et plantes totalement inconnus, avec leur classification à élaborer et qu'elle représente avec beaucoup de détails. Elle le reprend pour les noms de plantes des Amérindiens et l'importe en Europe :
« J'ai créé la première classification pour tous les insectes à chrysalide, les chapelles qui volent de jour et chouettes celles qui volent de nuit. La deuxième classification est celle des asticots, vers, mouches et abeilles. J'ai conservé les noms des plantes, puisqu'ils étaient gardés en Amérique par les habitants et les Indiens. »
— Metamorphosis insectorum Surinamensium, Avant-propos
Les dessins de plantes, serpents, araignées, iguanes et coléoptères tropicaux exécutés de sa main sont aujourd'hui encore considérés comme des chefs-d'œuvre et sont collectionnés par les amateurs du monde entier. Le mot allemand Vogelspinne — littéralement araignée-oiseau, en français mygale — tire probablement son origine d'une gravure d'Anna Maria réalisée d'après ses croquis du Suriname et à laquelle elle avait donné un nom. Elle a été la première naturaliste à observer et dessiner une tarentule avicularia sur le terrain alors que l'animal attaquait un nid de colibris. Cette gravure représente justement une grosse araignée qui capture un oiseau.
Au-delà de son œuvre artistique et de l'influence, somme toute réduite, de son œuvre scientifique, Merian est remarquable car elle est l'un des très rares exemples de femme naturaliste et voyageuse. On ne peut guère citer que Jeanne Barret (1740-1807), la compagne de Philibert Commerson (1727-1773) qui l'accompagne, déguisée en valet, lors du voyage autour du monde de Louis Antoine de Bougainville (1729-1811). Il existe, notamment durant le XIXe siècle, des femmes qui étudient la nature sous les tropiques, mais elles n'y vont pas pour suivre, comme Merian, un intérêt personnel, elles suivent leurs maris nommés là-bas. Parmi ces épouses on peut ainsi citer Charlotte Canning (1817-1861), qui étudie les plantes en Inde. Merian part sous les tropiques alors même que de nombreux médecins déconseillent la venue des femmes sous ces climats : Johann Friedrich Blumenbach (1752-1840) affirme ainsi que la chaleur augmente les menstruations à un point tel que l'issue peut être mortelle. Merian bénéficie aussi, comme de nombreuses autres femmes artistes, d'un cadre familial favorisant son activité : son père est l'un des grands graveurs de la fin du XVIIe siècle, ses demi-frères, Mathais Merian le Jeune et Caspar Merian, sont des peintres, graveurs et imprimeurs respectés. Elle est également la cousine du peintre et graveur Jacob Christoph Le Blon, inventeur de la gravure en quadrichromie. Femme naturaliste et voyageuse, c'est bien là l'exception que représente Merian, plus que dans le fait qu'elle soit une artiste : de nombreuses femmes, dans les couvents du Moyen Âge, réalisent déjà des enluminures, des femmes appartiennent à certaines guildes artistiques de son époque. À une époque où les femmes sont exclues des sciences comme des voyages scientifiques, Anna Maria Sibylla Merian est un cas unique d'une femme naturaliste, et il faudra attendre la fin du XIXe siècle pour que son exemple ne reste plus isolé.

## Œuvres
- Neues Blumenbuch (de)

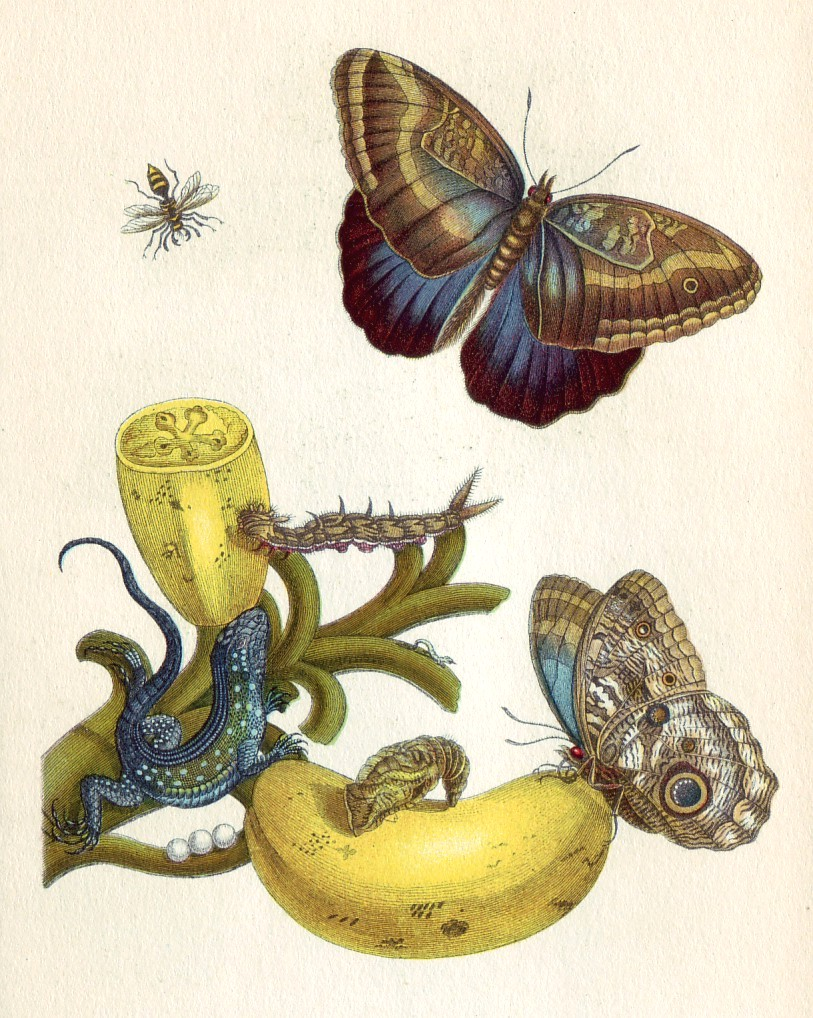
Planche XXIII de Metamorphosis insectorum Surinamensium

  - Neues Blumenbuch : volume 1, 1675 ;
  - Neues Blumenbuch : volume 2, 1677 ;
  - Neues Blumenbuch : volume 3, 1677.
- Der Raupen wunderbare Verwandlung und sonderbare Blumennahrung (de), 1679.
- Metamorphosis insectorum Surinamensium (de)
  - première édition (61 planches), 1705. Université de Goettingen, Ville de Besançon
  - Veranderingen der Surinaemsche Insecten, réédition augmentée (72 planches), publiée par Joannes Oosterwyk, Amsterdam, 1719 : Gallica, Bibliothèque de l'université d'Amsterdam
- Erucarum ortus, alimentum et paradoxa metamorphosis, Amsterdam: Johannes Oosterwijk, 1718 / à lire en ligne sur Göttinger Digitalisierungszentrum.

### Sources
- (en) Harold John Cook, Matters of exchange : Commerce, medicine, and science in the dutch golden Age, New Haven, Connecticut, Yale University Press, 2007, xiv + 562 (ISBN 978-0-300-11796-7, BNF 40986653)
- Natalie Zemon Davis, Juive, Catholique, Protestante. Trois femmes en marge au XVIIe siècle, Paris, Seuil, coll. « La librairie du xxe siècle », 1997, 389 p. (ISBN 978-2-02-025722-0, BNF 36697037)
- (en) Frances Hamill, « Some Unconventional Women Before 1800 : Printers, Booksellers, and Collectors », The Papers of the Bibliographical Society of America, no 49,‎ 1955, p. 300-314 (ISSN 0006-128X)
- (en) Julia Lindkvist, « Women Illustrators of Natural History in the Enlightenment », dans William R. Shea (dir.), Science and the visual image in the enlightenment, Cambridge, Cambridge University Press, 2000 (ISBN 0-88135-285-3, DOI 10.1017/S0007087401304569), p. 185-212
- (en) Londa Schiebinger, The Mind Has No Sex? : Women in the Origins of Modern Science, Harvard University Press, 1989, xi + 355 (ISBN 978-0-674-57625-4)
- [Schiebinger 2004a] (en) Londa Schiebinger, « Feminist History of Colonial Science », Hypatia: A Journal of Feminist Philosophy, vol. 19, no 1,‎ 2004, p. 233-254 (ISSN 0887-5367, résumé)
- [Schiebinger 2004b] (en) Londa Schiebinger, Plants and Empire : Colonial bioprospecting in the Atlantic World, Cambridge, Cambridge University Press, 2004, x + 306 (ISBN 978-0-674-01487-9, BNF 39273227)
- (en) Londa Schiebinger et Claudia Swan (dir.), Colonial Botany: Science, Commerce, and Politics in the Early Modern World, Philadelphie, University of Pennsylvania Press, 2007, 346 p. (ISBN 978-0-8122-2009-4)
- (en) William Thomas Stearn, « Maria Sibylla Merian (1647-1717) as a botanical artist », Taxon, no 31,‎ 1982, p. 529-534 (ISSN 0040-0262)
- (en) Eleanor Tufts, Our hidden heritage : Five centuries of women artists, New York, Paddington Press, 1974, 256 p. (ISBN 978-0-448-23035-1)
- (en) Sharon Valiant, « Maria Sibylla Merian: Recovering an Eighteenth-Century Legend », Eighteenth-Century Studies, vol. 3, no 26,‎ 1993, p. 467-479 (ISSN 0013-2586)